# Pisaccatinamu

Verbreitungsgebiet des Pisaccatinamus

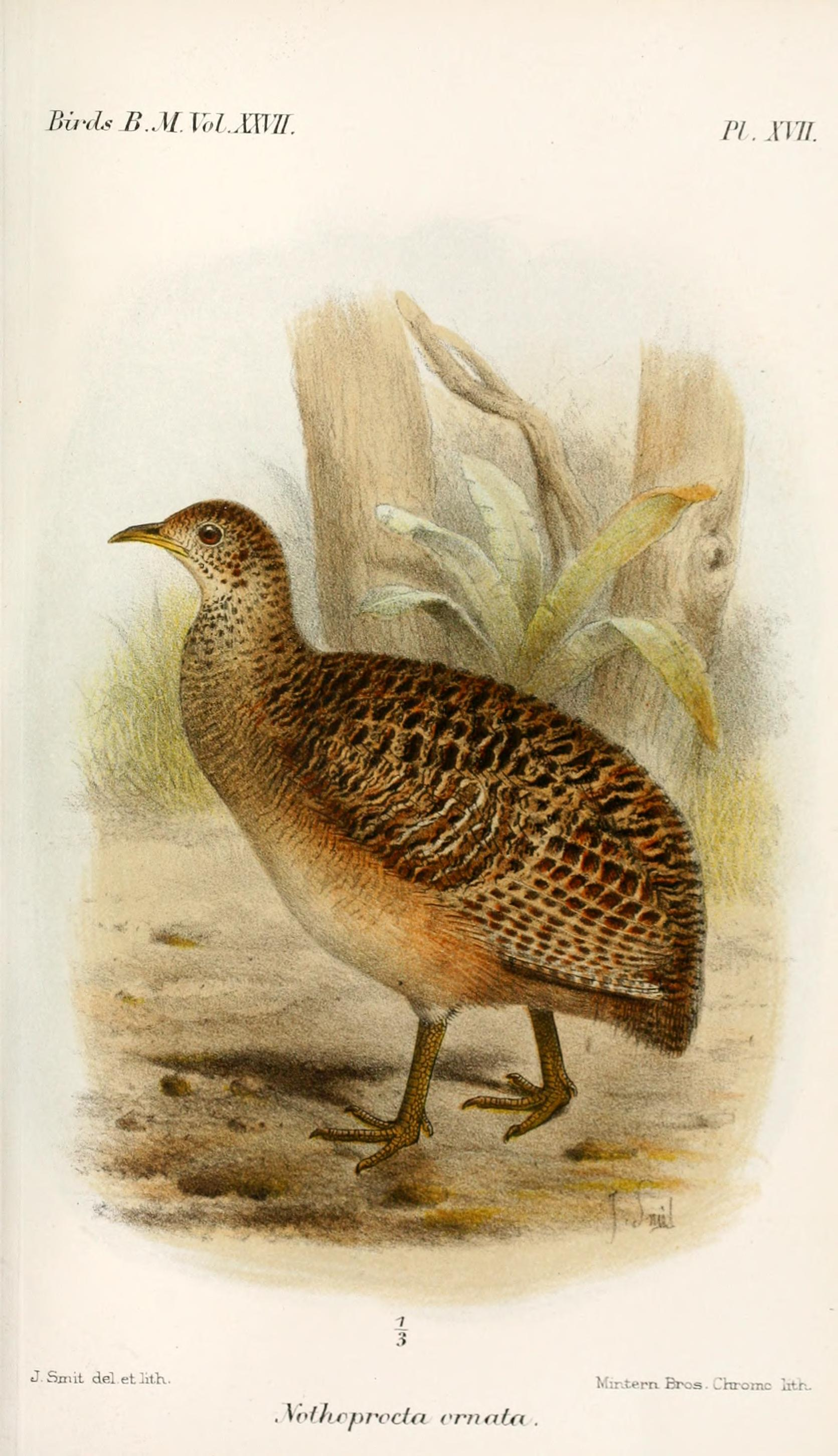
Illustration von Joseph Smit, 1895

Der Pisaccatinamu (Nothoprocta ornata), auch Pisaccasteißhuhn, ist eine Vogelart aus der Familie der Steißhühner (Tinamidae).
Der Vogel kommt in den Hochlagen der Anden von Nordperu über Bolivien, Chile bis Nordwestargentinien vor, bevorzugt mit Straußgräsern gewachsene Hügel von 3100–4800 m.
Der Lebensraum umfasst die Ökoregion Puna.
Der Artzusatz kommt von lateinisch ornatus ‚geschmückt‘.

## Merkmale
Der Vogel ist 31–35 cm groß und wiegt im Mittel 569 (Männchen) bzw. 674 g (Weibchen). Der Schwanz ist sehr kurz, die Flügel gerundet, der Hals lang, der Kamm besteht aus langen, gern aufgestellten Federn. Die Geschlechter unterscheiden sich nicht. Die Federn auf Kopfkappe und Nacken sind schwarz mit weißer oder hellbrauner Berandung und wirken leicht gebändert. Die Oberseite ist bräunlich-grau, dicht schwarz und gelbbraun gebändert und gefleckt. Die Handschwingen sind braun, außen gleichmäßig weiß oder gelbbraun gebändert. Kopfseiten und Kehle sind weiß, dicht schwarz gefleckt, an der Kehle weniger deutlich. Die Brust ist grau oder bläulich-grau, oft mit etwas rosa oder gelbbraun. Die übrige Unterseite ist blass gelbbraun bis matt-weiß und angedeutet gelbbraun gebändert.
Die Iris ist grau-gelb oder hellbraun, der Schnabel an der Oberseite schwarz, am Unterschnabel hell mit dunkler Spitze. Die Füße sind gelblich oder grau.
Jungvögel sind oben brauner, an den Kopfseiten sehr viel weniger gepunktet und haben einen deutlichen schwarzen Kinnstreif.
Von den ähnlich aussehenden Tinamus kommt der Taczanowskitinamu (Nothoprocta taczanowskii) typischerweise in feuchterem Grasland vor, ist außerdem dunkler und grauer und hat einen längeren und stärker gebogenen Schnabel. Der Cordobatinamu (Nothoprocta cinerascens) ist grauer und hat eine gefleckte Brust, der Andentinamu (Nothoprocta pentlandii) ist kleiner und an den Kopfseiten gestrichelt, nicht gefleckt, kommt meist in niedereren Höhenlagen vor, ebenso wie der Krummschnabeltinamu (Nothoprocta curvirostris), der feuchtere Habitate bevorzugt, kleiner ist und zimtfarben am unteren Nacken und an der Brust gefiedert ist. Der Chiletinamu (Nothoprocta perdicaria) schließlich ist weniger leuchtend gefärbt.

## Geografische Variation
Es werden folgende Unterarten anerkannt:
- N. o. branickii Taczanowski, 1875, – Puna in Zentralperu (Ancash bis Apurímac), kleiner, Oberseite dunkler und grauer mit kräftigeren Flecken auf dem Rücken und weniger gebändert. Unterseite gelbbraun nur angedeutet grau gebändert.
- N. o. ornata (G. R. Gray, 1867), Nominatform – Anden von Südostperu bis Bolivien und den äußersten Norden Chiles
- N. o. rostrata Berlepsch, 1907, – Südbolivien und Nordwestargentinien (Jujuy and La Rioja Provinz), der Schnabel ist etwas länger, an der Oberseite blasser und an der Brust brauner und weniger grau.

## Stimme
Wenn aufgescheucht ist ein sehr dünnes, hohes, leicht abfallendes "weeeu weeu weeu" oder "wee’up" zu hören. Außerdem gibt es einen einzelnen Rufton, der wohl zur Standortbestimmung verwendet wird und auch über lange Zeiträume ausgestoßen werden kann.

## Lebensweise
Die Art tritt meist einzeln oder paarweise auf. Die Nahrung besteht aus Klee, kleinen Blättern, Knospen, Blüten, Früchten, Samen, auch Käfern,  Ameisen, auch Kartoffeln.
Als Nest dient eine vom Männchen angelegte Bodenvertiefung. Das Gelege besteht aus 4–9 stark glänzenden violett bis schokoladebraunen Eiern. Das Männchen brütet über 19–20 Tage und versorgt die Küken.

## Gefährdungssituation
Der Bestand gilt als „nicht gefährdet“ (least Concern).